# Condado de Chesterfield (Carolina del Sur)
El condado de Chesterfield  (en inglés: Chesterfield County, South Carolina), fundado en 1785, es uno de los 46 condados del estado estadounidense de Carolina del Sur. En el año 2000 tenía una población de 42 768 habitantes con una densidad poblacional de 21 personas por km². La sede del condado es Chesterfield.

## Geografía
Según la Oficina del Censo, el condado tiene un área total de 2088 km² (806,2 mi²), de la cual 2069 km² (798,8 mi²) es tierra y 18 km² (6,9 mi²) es agua.

### Condados adyacentes
- Condado de Anson norte
- Condado de Richmond noreste
- Condado de Marlboro este
- Condado de Darlington sureste
- Condado de Kershaw suroeste
- Condado de Lancaster oeste
- Condado de Union noroeste

### Nacional de áreas protegidas
- Carolina Sandhills Nacional Refugio de Vida Silvestre

## Demografía
En el 2000 la renta per cápita promedia del condado era de $29 483, y el ingreso promedio para una familia era de $36 200. El ingreso per cápita para el condado era de $14 233. En 2000 los hombres tenían un ingreso per cápita de $30 205 contra $20 955 para las mujeres. Alrededor del 20.30% de la población estaba bajo el umbral de pobreza nacional.

## Recreación
El Condado de Chesterfield cuenta con diferentes opciones recreativas. Aunque cada ciudad varía en sus ofertas, las instalaciones como el béisbol y softball, senderos, parques y otras áreas al aire libre son comunes en toda la zona. El golf es muy popular y muchos de los cursos locales son frecuentados por visitantes de toda la región. El turismo histórico es también fuerte en la zona.

## Lugares

### Pueblos
- Cheraw
- Chesterfield
- Jefferson
- McBee
- Mount Croghan
- Pageland
- Patrick
- Ruby

### Otras comunidades
- Middendorf
- Minden